# 演法 (官职)
演法，中國古代官職之一，在清朝，此官職為一宗教性官職，品等為從六品。該官職主要從事宣揚道教事宜，配置於道錄司，設有左右演法兩名。位階官等職務皆沿襲自明朝。1910年代，清朝滅亡後，該官職廢除。